# Ronald Coase
Ronald Harry Coase (Willesden, Anglaterra 1910 - Chicago, EUA 2013) fou un economista i professor universitari anglo-americà guardonat amb el Premi Nobel d'Economia l'any 1991.

## Biografia
Va néixer el 29 de desembre de 1910 a la ciutat de Willesden, situat actualment dins el denominat Gran Londres. Va estudiar economia a la London School of Economics, on es va graduar el 1932. Entre 1932 i 1934 va treballar a la Dundee School of Economics and Commerce, fins al 1935 a la Universitat de Liverpool, i entre 1935 i 1939 i 1946 i 1951 a la School of Economics.
L'any 1951 va emigrar als Estats Units d'Amèrica, on va treballar a la Universitat de Buffalo, la Universitat de Virginia i, des de 1964 a la Universitat de Chicago.
Va morir a Chicago el 2 de setembre de 2013.

## Recerca econòmica
Ronald Coase és considerat el fundador de l'Anàlisi Econòmica del Dret i de la nova economia institucional. Membre de l'Escola econòmica de Chicago, el seu article "The problem of Social Cost" ("El problema del cost social", 1960) és considerat l'article més citat en la literatura econòmica de tots els temps i països, però les seves idees centrals ja estaven explícites en l'article "The Nature of the Firm" ("La naturalesa de l'empresa", 1937) en el qual explica que qualsevol sistema d'assignació de preus té un cost i que és possible fer una anàlisi econòmica de les regles, les formes d'organització i els mètodes de pagament.
També és considerat com el pare d'una reforma de la política de repartiment de llicències de l'espectre electromagnètic per a la ràdio, basat en el seu article "The Federal Communications Commission" (1959) que criticava el mecanisme de concessió de llicències, proposant que els drets de propietat eren un mètode d'assignar l'espectre als usuaris.
Mitjançant la Conjectura de Coase va aconseguir donar un argument informal sobre els monopolistes de productes peribles, indicant que no té el poder sobre el mercat perquè són incapaços de baixar els preus en períodes futurs.
L'any 1991 fou guardonat amb el Premi Nobel d'Economia pel descobriment i accelaració del significat dels costos de transacció i drets de propietat per l'estructura institucional i el funcionament de l'economia.